# Benyacarita
La benyacarita és un mineral de la classe dels fosfats que pertany des del 2023 al grup de la paulkerrita. Va ser anomenada en honor de l'argentina Maria Angelica R. de Benyacar per la seva contribució a la mineralogia.

## Característiques
La benyacarita és un fosfat. La seva fórmula química va ser redefinida l'any 2023, passant a ser: (H₂O)₂Mn₂Ti₂Fe³⁺(PO₄)₄(OF)(H₂O)₁₀·4H₂O. Cristal·litza en el sistema ortoròmbic. Els cristalls, de fins a 2 mm, són tabulars a {010}, equants a {111}, amb {001}, més rarament {100}. La seva duresa a l'escala de Mohs és d'entre 2,5 i 3.
Segons la classificació de Nickel-Strunz, la benyacarita pertany a «08.DH: Fosfats amb cations de mida mitjana i gran, (OH, etc.):RO₄ < 1:1» juntament amb els següents minerals: minyulita, leucofosfita, esfeniscidita, tinsleyita, jahnsita-(CaMnFe), jahnsita-(CaMnMg), jahnsita-(CaMnMn), keckita, rittmannita, whiteïta-(CaFeMg), whiteïta-(CaMnMg), whiteïta-(MnFeMg), jahnsita-(MnMnMn), kaluginita, jahnsita-(CaFeFe), jahnsita-(NaFeMg), jahnsita-(NaMnMg), jahnsita-(CaMgMg), manganosegelerita, overita, segelerita, wilhelmvierlingita, juonniïta, calcioferrita, kingsmountita, montgomeryita, zodacita, arseniosiderita, kolfanita, mitridatita, pararobertsita, robertsita, sailaufita, mantienneïta, paulkerrita, xantoxenita, mahnertita, andyrobertsita, calcioandyrobertsita, englishita i bouazzerita.

## Formació i jaciments
La benyacarita és un mineral secundari rar que apareix en pegmatites granítiques complexes. Va ser descoberta a la mina El Criollo, al districte de pegmatites Cerro Blanco (Província de Córdoba, Argentina). També ha estat descrita a dos indrets de Bavària (Alemanya); la pegmatita El Rhaba, a la Província de Rehamna (Marràqueix-Safi, Marroc); i tres indrets de Guarda (Portugal).
Sol trobar-se associada a altres minerals com: fosfosiderita, strengita, pachnolita, apatita i torbernita.